# فیل سالین
فیلیپ کنت سالین (Phillip Kenneth Salin) (زادهٔ ۱۹۵۰ – درگذشت ۱۹۹۱)، اقتصاددان و آینده‌پژوه اهل ایالات متحده بود که برای کارهایش در عرصه توسعه فضای مجازی و به عنوان طرفدار توسعه و اکتشاف فضایی خصوصی (غیر-دولتی)، شناخته می‌شود.

## اوایل زندگی و تحصیلات
سالین در هالیوود، کالیفرنیا به دنیا آمده و در سن رافائل، کالیفرنیا بزرگ شد. پدر وی لوتار سالین، یک روان‌درمانگر و فعال منافع عمومی در سن رافائل و همچنین بخشی از جنبش معناشناسی عمومی بود. پدربزرگ وی ادگار سالین، یک مورخ/اقتصاددان/فیلسوف در بازل، سوئیس بوده و همچنین رهبر به اصطلاح «مکتب تاریخی» فلسفه سیاسی و اجتماعی بود. سالین مدرک BA را در ۱۹۷۰ میلادی در رشته اقتصاد از دانشگاه کالیفرنیا، لس‌آنجلس (UCLA) و مدرک مدیریت ارشد کسب‌وکار را از دانشگاه استنفورد به‌دست‌آورد. او دوره فوق لیسانس خود را با جیمز جی. مارچ در دانشگاه استنفورد به اتمام رساند. برخی کارهای اولیه سالین روی سیاست مخابرات به آغاز تجزیه شرکت تلفن و تلگراف آمریکا (AT&T) و عدم نظارت دولت بر این حوزه، کمک کرد. در اواسط دهه ۱۹۷۰ میلادی، سالین همچنین به عنوان دلال سهام و برنامه‌نویس در شرکت خدمات مالی بچتل کار نموده و هنگامی که در این شرکت بود، یکی از انواع اولیه نرم‌افزار صفحه گسترده را اختراع نمود.

## فضا
در دهه ۱۹۸۰ میلادی، سالین تخصص اقتصادی خود را بر مسئله دسترسی به ماورای جو، بکار برد. او به‌طور مشترک فناوری‌های ARC/شرکت راکت/استارستراک که یک شرکت خصوصی پرتاب موشک به فضا است را بنیان‌گذاری نمود. در ۲۸ فوریه ۱۹۸۴، سالین به کمیته فرعی علوم فضایی و کاربردها که بخشی از کمیته علوم و فناوری مجلس نمایندگان ایالات متحده است، شهادت داد که ناسا به‌طور چشم‌گیری هزینه پرتاب‌های خود را کمتر تخمین زده‌است و به‌طور وسیعی هزینه پرتاب‌های خود را از طریق سوبسید تأمین می‌نماید و این مسئله باعث آسیب رساندن به سایر رقبا مانند موشک‌های اتلس و دلتا می‌گردد. هزینه و قیمت به نشر رسیده توسط ناسا که هزینه هر پرتاب را ۷۱ میلیون دلار نشان می‌داد با هزینه محاسبه شده توسط سالین برای هر پرتاب که از ۲۰۰ الی ۲۵۰ میلیون دلار بود، در تناقض قرار داشت.
در ۱۹۸۷ میلادی، سالین و جیمز سی. بینیت مقاله «راه‌حل خصوصی برای بحران حمل و نقل فضایی» را منتشر نمودند. یک فهرست کتاب‌های ناسا در مورد حمل و نقل، این مقاله را چنین توصیف کرد:
نویسندگان این مقالهِ طویل مدعی هستند که تصمیم‌ها پیرامون برنامه فضایی ایالات متحده طی ۳۰ سال گذشته، نامنسجم و کوته-نظرانه بوده و اغلب بر پایه مصلحت سیاسی اتخاذ شده‌اند. سیستم‌های به‌طور غیر ضروری بزرگ و آرمان‌گرایانه گزینش شده‌اند که نتیجه آن بحران کنونی حمل و نقل فضایی است. تاریخ توسعه هواپیمای تجاری یک نمونه بدیل برای تولید هواپیما در اندازه‌ها و ظرفیت‌های مختلف برای یک محدوده گسترده از کاربران گوناگون ارایه نموده و نشان می‌دهد که صنعت حمل و نقل فضایی می‌تواند از اجرای فرایند تصمیم‌گیری که در شرکت‌های خصوصی به‌کار برده می‌شود، سود ببرد. نویسندگان، استراتژی‌های خصوصی‌سازی حمل و نقل فضایی را مورد بررسی قرارداده و نتیجه‌گیری می‌نمایند که سیاست حمایت از صنعت پرتاب تجاری باید ادامه یابد. مسیر فعالیت ناسا باید به‌سوی وظیفه اساسی‌اش که پژوهش است تغییر داده شده و خدمات دولتی بیشتری باید از سکتور خصوصی خریداری گردد.

## تبادل اطلاعات آمریکا
سالین، تبادل اطلاعات آمریکا (AMIX) که شبکه‌ای برای خرید و فروش اطلاعات، کالاها و خدمات بود، را در ۱۹۸۴ میلادی بنیان گذاشت. سالین مفاهیمی از خرید و فروش را ابداع کرد که حالا به عنوان تجارت-الکترونیک استاندارد یاد می‌گردد. AMIX اختراعات خود را انحصاری نکرد. از این‌رو، اختراعات خرید و فروش الکترونیک – تجارت الکترونیک – وارد حوزه عامه شده و به مبنایی برای شرکت‌های چون ای‌بی (eBay)، پرایس‌لاین (Priceline) و آمازون (Amazon) مبدل گردید.
در عصری پیش از وب و زمانی که دسترسی آسان به ابزار آنلاین، پهنه باند (bandwidth) و رابط‌های گرافیکی (interfaces) بهتر ممکن نبود، تبادل اطلاعات آمریکا برای ایجاد زیربنای مورد نیاز در جهت تأسیس یک مرکز مبادله آنلاین با مشکلات دست و پنجه نرم می‌کرد. AMIX این فرصت را داشت تا به اینترنت جوان در ۱۹۹۱–۹۲ وصل شود، اما در عوض کامپیوتر شخصی IBM که به‌طور ویژه طراحی شده بود و از سیستم مبتنی بر مودم برای اینترنت استفاده می‌کرد، را برگزید. AMIX در ۱۹۹۳ میلادی پس از درگذشت سالین متوقف شد، چون دیگر قادر نبود سرمایه مورد نیاز خود را تأمین کند. در ۱۹۹۹ میلادی، دوک سیارلس و سلان در رابطه با چالش‌های که سالین با آن‌ها مواجه بود گفت، «فیل مجبور بود اینترنت خود را بسازد. زمانی به گذشته نگاه می‌کنیم، انجام این کار ممکن نبود… زمان آن واقعاً الآن است. هرچند ما خیلی می‌خواهیم که آن زمان دیروز می‌بود، اما نبود».

## دیدگاه‌های سیاسی
سالین عقیده داشت که رشد قدرت رایانه‌ها و مخابرات و کاهش در هزینه‌های مرتبط با آن‌ها، هزینه معامله‌ای تبادل اطلاعات را کاهش می‌دهد که منافع حضوری قوی برای بشریت خواهد داشت. سالین، از جهت محدود سازی آزادی بیان و محدودیت‌های که حق اختراع از طریق متوقف کردن رقابت میان ایده‌ها، بر رشد دانش داشت، مخالف انحصاری سازی حق اختراع نرم‌افزار بود. او در این رابطه نظریه‌ای به اداره ثبت اختراع ایالات متحده ارایه نمود.
از دید سیاسی، سالین یک لیبرترین و اقتصاددان مکتب اتریشی بود. او هوادار داستان علمی-تخیلی بوده و تاثیرگذاران عمده و نویسندگان محبوب وی شامل رابرت آنسون هاین‌لاین، آین رند، فریدریش هایک، کارل پوپر، لودویگ فن میزس و سایر اقتصاددان و فیلسوفان سیاسی مکتب اتریشی بود.

## زندگی شخصی
سالین از فانتزی لذت می‌برد، کتاب‌های کُمیک گردآوری می‌کرد و در تمامی زمینه‌های فانتزی و علمی-تخیلی به‌طور وافر مطالعه می‌نمود. او همچنین دوست‌دار موسیقی کلاسیک بود. همسر و شریک تجاری سالین، نویسنده گایل پرگامیت بود. او در دسامبر ۱۹۹۱ بر اثر بیماری اختلالات سرطان کبد درگذشت.